# طارق الزغيدي
طارق الزغيدي (بالفرنسية: Tarek Zeghidi)‏ هو لاعب كرة قدم جزائري ، ولد يوم 12 نوفمبر 1985 في المغير في الجزائر. يلعب في مولودية العلمة كمدافع.

## روابط خارجية
- طارق الزغيدي على موقع قاعدة بيانات كرة القدم.إي يو (الإنجليزية)
- طارق الزغيدي على موقع Soccerway.com (الإنجليزية)